# Ulrike Westkamp

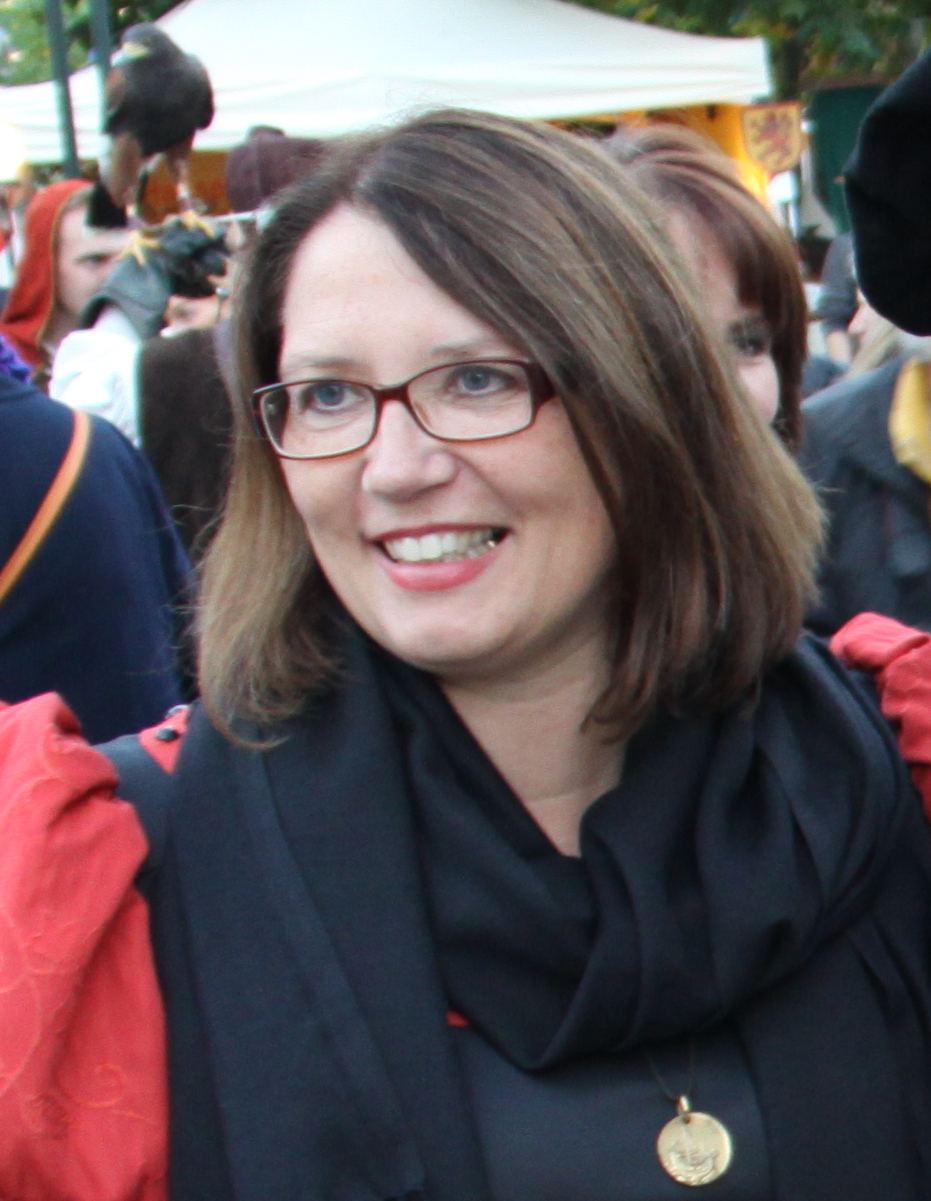
Westkamp 2013 auf dem Weseler Hansefest

Ulrike Westkamp (* 10. September 1959 in Haldern) ist eine deutsche Politikerin (SPD) und derzeit Bürgermeisterin der Stadt Wesel.

## Leben und Politik
Westkamp besuchte ab 1966 zunächst die katholische Volksschule, später die katholische Grundschule. Im Anschluss besuchte sie die städtische Realschule und das städtische Gymnasium Wesel-Mitte (Andreas-Vesalius-Gymnasium Wesel). Sie verließ 1978 die Schule mit dem Abitur. Von 1978 bis 1987 studierte sie, und zwar zunächst  Politikwissenschaften, Soziologie und Pädagogik an der RWTH Aachen mit dem Abschluss Magister Artium, daran anschließend Verwaltungswissenschaften an der Hochschule für Verwaltungswissenschaften Speyer mit dem Abschluss Magistra rerum publicarum.
Von 1987 bis 1991 war sie pädagogische Mitarbeiterin für Jugend- und Erwachsenenbildung an der Akademie Klausenhof in Hamminkeln-Dingden. Verschiedene leitende Positionen in der Bundesanstalt für Arbeit hatte sie in den Jahren 1992 bis 2004 in Düsseldorf, Wesel, Coesfeld und  Essen. Zwischenzeitlich war sie von 1993 bis 1998 Lehrbeauftragte an der Universität Trier.
Seit Oktober 2004 ist sie Bürgermeisterin der Stadt Wesel; zudem leitet sie das Dezernat für Stadtentwicklung. Sie ist die erste Frau an der Spitze der Stadt. Bei den Kommunalwahlen 2009 und 2014 wurde sie jeweils mit 52 % von den Bürgern Wesels wiedergewählt. Durch ihre Wiederwahl vereint Westkamp die längste durchgehende Amtszeit als Bürgermeisterin der Stadt Wesel auf sich. 2020 wurde sie mit 50,6 % der Stimmen erneut im ersten Wahlgang wiedergewählt.
Westkamp ist seit 1998 verheiratet. Das Ehepaar ist kinderlos.